# ユーモア・サイエンス学会
ユーモア・サイエンス学会（ - がっかい、英: The Society for Humor Sciences）は、笑いとユーモアに関する学際的研究の推進と、新たな学術領域の創出に寄与することを目的として設立された日本の学術組織である。2007年創設。

## 概要
笑いの単位「aH（アッハ）」を用いて笑いの量を測定する「笑い測定機」の開発を契機として発足した研究集会が母体である（2010年4月に「笑い測定機」の開発・広報をおこなう特定非営利活動法人プロジェクトaHを発足）。
会員は、社会学、医学、人類学、心理学、工学、言語学、教育学などにおける研究者および大学院生のほか、医師、芸人、保育士などの職業人である。
初代会長は木村洋二。現会長は関西大学人間健康学部教授（同大学ユーモア科学研究センター長）の森下伸也。現在、雨宮俊彦、関屋俊彦、濱裕光、北爪佐知子などが理事を務めている。
所在地は、大阪府堺市堺区香ヶ丘町1-11-1、関西大学堺キャンパス 森下伸也研究室。

## 主な活動
学会大会が年に1回（9月中旬頃）開催されるほか、研究会が年に3回、年始には「笑い講」が、主に事務局のある関西大学で開催される。

## 機関誌
- 『笑いの科学』（年刊）